# Charles Barry
Sir Charles Barry (Londra, 23 maggio 1795 – Londra, 12 maggio 1860) è stato un architetto inglese, famoso soprattutto per il suo ruolo nella ricostruzione, a metà del XIX secolo, del Palazzo di Westminster di Londra.

## Biografia

### Anni giovanili
Charles Barry nacque il 23 maggio 1795 a Londra, a Bridge Street, proprio davanti al sito dove verrà edificata la torre campanaria del palazzo di Westminster, suo futuro capolavoro; era il figlio quartogenito di Walter Edward Barry (morto nel 1805), di mestiere cartolaio, e di Frances Barry (nata Maybank e morta nel 1798). Battezzato nella chiesa di St Margaret's, il giovane Charles studiò inizialmente alle scuole private di Homerton e Aspley Guise, per poi passare come apprendista ai geometri Middleton & Bailey, con un tirocinio che si rivelerà prezioso per la sua formazione architettonica. Alla morte del padre, Barry ereditò una cospicua somma di denaro che gli consentì di intraprendere un costoso grand tour che lo impegnò dal 28 giugno 1817 all'agosto 1820 per il Mediterraneo e il Medio Oriente.
Si recò innanzitutto in Francia e, in visita a Parigi, trascorse diversi giorni nelle stanze del museo del Louvre. Giunto a Roma, dove fu incantato dalle antiche rovine romane e dal patrimonio artistico dei musei Vaticani e delle altre gallerie locali, si spinse sino a Napoli, Pompei, Bari e infine Corfù. Al seguito di alcuni amici conosciuti in Italia Barry esplorò tutta la Grecia, visitando Atene, il monte Parnaso, Delfi, Egina, le isole Cicladi, e infine Smirne e la Turchia, dove rimase vivamente impressionato dalla grandeur dell'Hagia Sophia. Dopo un tour per la Troade, Asso e Pergamo visitò infine il Medio Oriente, dove si trattenne a Dendera, agli scavi di Palmira, a Gerusalemme, Betlemme, Tebe, Luxor, El Cairo e Giza. Ritornato a Smirna salpò per l'isola di Malta, donde partì nuovamente per Siracusa. Giunto in Italia nel 1820 si legò a intima amicizia con John Lewis Wolfe, architetto che persuase Barry a intraprendere gli studi architettonici; insieme viaggiarono per l'Italia visitando tutte le più significative testimonianze architettoniche di quel paese, fra cui le ville del Palladio, il palazzo Farnese di Roma e il fiorentino palazzo Strozzi, tutte costruzioni che lasciarono un'impronta profonda nella fantasia del Barry.

### Carriera architettonica

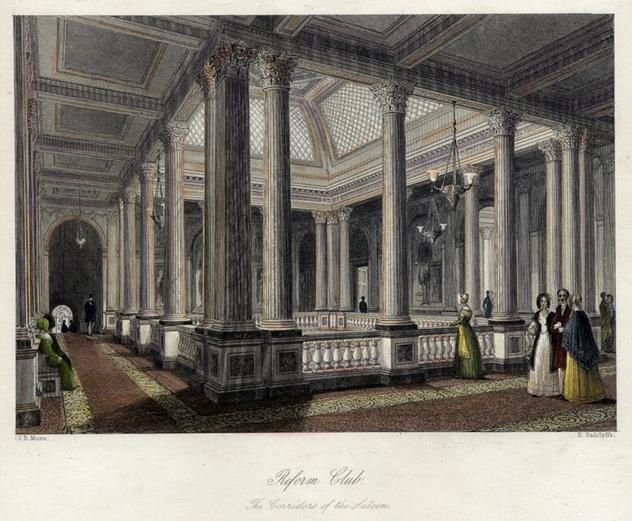
Raffigurazione del Reform Club

Barry iniziò a esercitare la professione di architetto a partire dal 1822, mostrandosi sin da subito ideologicamente sensibile al revival gotico. In Inghilterra infatti si era recentemente imposta una corrente artistica che mirava alla rivalutazione dell'architettura gotica, ritenuta l'unica tecnica costruttiva veramente inglese. Ridare prestigio e onorabilità al gotico, d'altronde, significava riconoscere il Medioevo come uno dei momenti più alti di sviluppo della cultura inglese, secondo un'ottica ampiamente condivisa dalla cultura romantica allora imperante.
Agli esordi Barry fu particolarmente attivo nell'edilizia religiosa, licenziando chiese tutte in stile rigorosamente neogotico. Sue, infatti, sono le chiese di Holy Trinity, St. John's e St. Paul's a Islington, quella di All Saints a Whitefield, quella di St. Matthew a Manchester, e infine quella di St Andrew's Hove a Brunswick. Quest'incessante operosità, in particolare, fu dovuta soprattutto alla raccomandazione che Barry ebbe ai Church Building Commissioners grazie all'intercessione di John Soane, amico della fidanzata, e fu proprio tale ente a procurargli tutte queste commissioni.
La sua carriera architettonica conobbe un nuovo impulso quando vinse il concorso per l'edificazione di un fabbricato per la Royal Manchester Institution. Numerose furono le opere di questi anni in stile neorinascimentale d'ispirazione italiana: speciale menzione meritano il Traveller's Club e il Reform Club al Pall Mall di Londra, due edifici che ebbero vastissima eco e che rimasero esemplari.
Altro campo in cui Barry si rivelò particolarmente attivo fu quello delle grandi case di campagna. Tra i suoi interventi più significativi in tale ambito troviamo quelli a Bowood House, Trentham Hall, Highclere Castle, Duncombe Park, Harewood House, Dunrobin Castle, Canford Manor, Shrubland Park, Gawthorpe Hall e Cliveden. Altre sue realizzazioni notevoli furono la risistemazione di Trafalgar Square e il municipio di Halifax, dove impiegò sapientemente forme rinascimentali in un contesto spiccatamente gotico. Barry, infine, morì il 12 maggio 1860 a Londra.

### Palazzo di Westminster

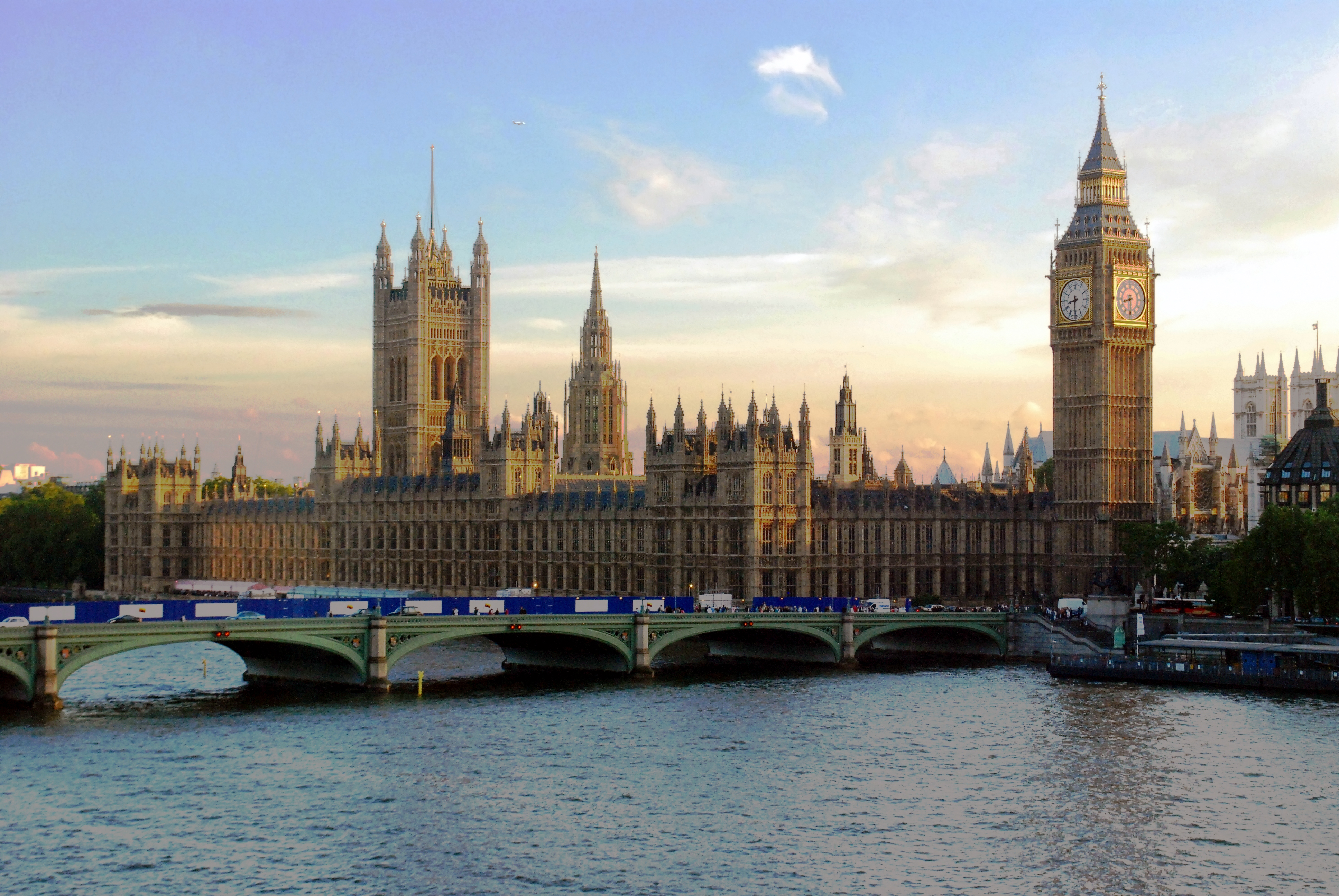
Foto del palazzo di Westminster, l'opera più famosa di Barry

Nella costruzione del palazzo di Westminster, l'opera più celebre e impegnativa di Barry dallo stile gotico e accademico, si avvalse anche della collaborazione dell'amico e architetto Augustus Welby Northmore Pugin.
Nel 1834 infatti l'originaria struttura del Parlamento di Londra, simbolo della più antica monarchia parlamentare del mondo, era stata completamente distrutta da un incendio che risparmiò solo la Westminster Hall. Fu pertanto indetto un concorso per la risistemazione dello spazio e la ricostruzione del complesso venne affidata proprio a Charles Barry con la coadiuvazione, come già accennato, del Pugin. L'obiettivo era quello di costruire un edificio che celebrasse la gloria della nazione inglese con l'impiego di uno stile moderno ma che rispettasse il gusto vittoriano per il gotico.
L'edificio fu ultimato nel 1847. Il sodalizio fra i due ebbe in effetti un buon esito, e diede vita a un edificio d'impostazione sostanzialmente classica ma che rivela evidenti scelte neogotiche. All'interno, infatti, il palazzo di Westminster presenta ampi cortili quadrangolari e numerose ali opportunamente raccordate da apposite gallerie di collegamento che si rincorrono con geometrica regolarità. Il prospetto, al contrario, ripropone lo stile gotico e presenta elementi architettonici protesi sulle verticali tipici di tale stile, in un fiorire di pinnacoli, guglie e torrette.
La componente gotica del complesso di Westminster è manifesta soprattutto nelle due massicce torri che contornano l'edificio centrale (opera del Pugin), rispettivamente la Torre della Vittoria e la celeberrima Torre dell'Orologio, unanimemente nota come Big Ben dal nome della sua campana.

## Vita privata
Barry amò molto vivere a Londra, preferendo la frenesia della vita di città alla quiete della campagna inglese. Si svegliava generalmente presto, tra le quattro e le sei, così da poter lavorare di mattina, periodo nel quale egli si sentiva maggiormente attivo. Aveva un temperamento tutto sommato sanguigno: era, inoltre, un amante della scienza, tanto che non di rado presenziò alle lezioni scientifiche notturne della Royal Institution.
La moglie di Barry era Sarah Roswell, donna che si sposò con l'architetto il 7 dicembre 1822, dando vita a un matrimonio che si rivelò molto felice e fu coronato dalla nascita di sette figli. Quattro dei sette figli di Barry seguirono le orme paterne e intrapresero la carriera d'architetto. Charles Barry junior costruì il palazzo della Royal Academy; Edward Middleton Barry proseguì e completò la costruzione del palazzo di Westminster e fu un convinto architetto eclettico; Godfrey Walter Barry divenne geometra mentre John Wolfe-Barry fu il disegnatore del celebre Tower Bridge, oggi considerato uno dei simboli della città di Londra.